# Flaga Badenii-Wirtembergii
Flaga Badenii-Wirtembergii – postać dwóch poziomych pasów – czarnego i złotego.
Na fladze urzędowej jest flagą heraldyczną. Mogą używać tylko wyznaczone urzędy państwowe oraz notariaty. Na środku flagi umieszczona jest tarcza herbowa kraju, nawiązująca do XII-wiecznego herbu księstwa Szwabii. Tarcza ta ma postać małego herbu Badenii-Wirtembergii lub tarczy z herbu wielkiego. Trzy lwy oznaczają siłę i, prawdopodobnie, pretensje do sąsiednich terytoriów Francji. Kolor złoty symbolizuje szlachetność i władzę. Czerń lwów wzięto z czarnego orła Świętego Cesarstwa Rzymskiego (I Rzeszy). W przypadku flagi z tarczą z herbu wielkiego herby w klejnocie oznaczają poszczególne terytoria składające się na kraj związkowy.
Flaga cywilna nie posiada herbu. Uchwalona 29 września 1954 roku. Proporcje 3:5.